# Mihály Mayer
Mihály Mayer (Újpest, 27 dicembre 1933 – Budapest, 4 settembre 2000) è stato un pallanuotista ungherese, vincitore di due medaglie d'oro alle olimpiadi di Tokyo 1964 e Melbourne 1956 e due medaglie di bronzo a Città del Messico 1968 e Roma 1960.